# 刺蝟棘甲鯰
刺蝟棘甲鯰（学名：Acanthicus hystrix）为輻鰭魚綱鯰形目甲鯰科棘甲鯰屬下的一个种，為熱帶淡水魚，原產於南美洲亞馬遜河流域，並引進其他國家，體長可達70公分，棲息在底層水域，生活習性不明，可做為觀賞魚。

## 扩展阅读
- 維基物種上的相關：刺蝟棘甲鯰